# Elimia interveniens
Elimia interveniens é uma espécie de gastrópode da família Pleuroceridae.
É endémica dos Estados Unidos da América.